# 목뼈
목뼈(cervical vertebra) 또는 경추(頸椎) 또는 목척추뼈 또는 경추골은 인체해부학에서 머리뼈 직하방에 위치한 척추뼈이다. 인간을 비롯한 대부분의 포유류는 목뼈를 7개씩 가지고 있다.

## 종(種)에 따른 차이점
일부 종은 머리뼈의 일부분이 척추뼈와 비슷한 요소로 구성되는 경우가 있다. 예를 들어, 사람의 뒤통수뼈는 척추뼈와 유사한 4개의 분절로 구성된다.
척추동물은 보통 속하는 강(綱, class)에 따라 목뼈의 개수가 다르다. 따라서 같은 강에 속하는 동물끼리는 목뼈의 개수가 대부분 일치하는데, 예를 들어 포유류의 경우 목뼈의 개수가 7개로 동일하다. 몸체에 비해 목이 무척 짧은 코끼리나, 목이 무척 긴 기린이나, 해양 동물인 고래를 포함해 모두 목뼈의 개수는 7개이다. 예외적으로 매너티나 두발가락나무늘보는 목뼈의 개수가 6개이며, 세발가락나무늘보는 목뼈의 개수가 9개이다.
포유류와 달리, 다른 종에서는 목뼈에 갈비뼈가 연결되는 경우가 흔하다. 도마뱀이나 용반류 공룡의 경우 목갈비뼈가 엄청 크고, 조류의 경우 목갈비뼈가 작고 척추뼈에 완전히 붙어있다. 포유류에는 목갈비뼈가 없는데, 대신 목뼈에 존재하는 가로돌기(transverse process)가 다른 동물의 목갈비뼈에 상응하는 해부학적 구조물이다.
사람에서 목뼈는 척추뼈 중에서 가장 작은 뼈이다. 또한 다른 척추뼈인 등뼈, 허리뼈와 구조적으로 분명히 구별이 되는데, 특히 목뼈의 가로돌기에는 다른 척추뼈와 달리 척추뼈구멍(vertebral foramen)이 있어 이를 통해 척추동맥(vertebral artery)가 지나간다.

## 일반적 특징 (제3목뼈-제6목뼈)

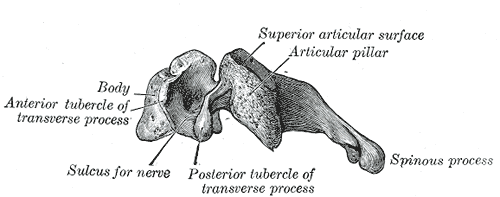
목뼈의 측면

다음의 내용은 제3목뼈부터 제6목뼈의 일반적인 특징이다. (제1목뼈, 제2목뼈, 제7목뼈는 뒤에 자세하게 다루기로 한다.)
- 몸통(body)은 작고, 앞뒤보다 좌우로 넓다.
  - 앞면과 뒷면은 납작하고 두께가 동일하다. 앞면은 뒷면보다 약간 낮은 위치에 있고, 앞면의 아래부분은 밑으로 돌출되어 그 다음 목뼈의 윗부분 및 앞부분과 겹쳐진다.
  - 윗면은 좌우로 오목하고 양끝에 갈고리돌기(uncinate process)라는 입술모양의 구조물이 있다.
  - 아랫면은 앞뒤로 오목하고 좌우로 볼록하다. 좌우로 볼록하다가 양쪽 끝은 살짝 오목한데, 이는 다음 목뼈 윗면의 갈고리돌기와 만나는 관절부위이다.

- 뿌리(pedicle)는 측후방을 향하며, 몸통의 윗면과 아랫면의 중앙에 붙는다. 따라서 위척추뼈패임과 아래척추뼈패임의 깊이는 비슷하다.

- 고리판(lamina)은 좁고, 아래보다 위가 가늘다.

- 가시돌기(spinous process)는 짧고 끝이 갈라져 있는데, 갈라진 두쪽의 크기는 서로 다를 수 있다.

- 위아래 관절돌기(articular process)는 서로 합쳐져 관절기둥을 형성하는 경우가 있다. 뿌리와 고리판이 만나는 곳에 붙어있다.

- 관절면은 평평한 타원형이다:
  - 윗면은 후상방으로 뻗으며 살짝 안쪽을 향한다.
  - 아랫면은 전하방으로 뻗으며 살짝 바깥쪽을 향한다.

- 가로돌기에는 가로구멍(transverse foramen)이 뚫려있어 C1-C6까지 가로구멍을 통해 척추동맥, 척추정맥, 교감신경얼기가 지나간다. 가로돌기는 가로구멍을 기준으로 앞부분과 뒷부분으로 나누며, 구멍 바깥쪽에서 앞뒤가 서로 만난다. 가로돌기의 윗면에는 고랑(sulcus)이 있어 척수신경이 지나간다.
  - 앞부분은 등뼈의 갈비뼈와 해부학적으로 상응하므로 갈비돌기(costal process)라고 부른다. 척추뼈몸통의 옆면에서 시작하여 가로구멍 앞을 지나 바깥쪽을 향하며 앞결절(anterior tubercle)을 형성하며 끝난다.
  - 뒷부분은 등뼈의 가로돌기와 해부학적으로 상응하여 척추뼈고리(vertebral arch)에서 시작하여 가로구멍 뒤를 지나 바깥쪽을 항하며, 뒤결절(posterior tubercle)을 형성하며 끝난다.

## 제1목뼈, 제2목뼈, 제7목뼈
- 제1목뼈(C1), 또는 고리뼈(환추, atlas) : 고리뼈는 가장 꼭대기에 위치한 척추뼈로, 제2목뼈와 함께 관절을 형성하여 머리뼈와 척주를 연결한다. 가장 큰 특징은 척추뼈몸통이 없는 점으로, 고리뼈의 몸통은 제2목뼈에 융합되어 있는 치아돌기(odontoid process, dens)에 해당한다.

- 제2목뼈(C2), 또는 중쇠뼈(축추, axis) : 중쇠뼈는 고리뼈에 대한 축을 형성하여 고리뼈가 회전할 수 있게 한다. 가장 큰 특징은 척추뼈몸통 윗면에서 수직으로 뻗어나온 단단한 치아돌기이다. 이 치아돌기는 원래 제1목뼈의 몸통인데, 제1목뼈에서 분리되어 제2목뼈에 융합되어 있다. 몸통은 뒤보다 앞이 더 깊고 앞쪽이 하방을 향하여 제3목뼈의 윗면 및 앞면과 겹쳐진다.

- 제7목뼈(C7), 또는 솟을뼈(융추, vertebra prominens) : 솟을뼈의 가장 큰 특징은 매우 길고 뚜렷한 가시돌기로서, 이 가시돌기 때문에 솟을뼈라는 이름이 붙었다. 특정환자에서는 제7목뼈에 비정상적으로 목갈비뼈가 존재하는 경우가 있다. 이 경우 목갈비뼈는 대개 작지만 빗장밑동맥(subclavian artery) 등의 동맥이나, 팔신경얼기(brachial plexus) 같은 신경을 압박하여, 상지에 허혈성 근육통, 무감각, 저린감, 위약감 등을 유발할 수 있다.

## 목뼈의 움직임
고개를 끄덕이는 움직임은 전적으로 고리뼈와 뒤통수뼈 사이의 관절인 고리뒤통수관절(atlanto-occipital joint)의 굽힘 및 폄 운동에 의한다. 그러나 목뼈 자체가 비교적 운동성이 있기 때문에, 척주 자체의 굽힘 및 폄 운동 역시 고개 끄덕임에 일부분 기여한다.
머리를 가로젓거나 갸웃거리는 움직임은 대개 고리뼈와 중쇠뼈 사이의 관절인 고리중쇠관절(atlanto-axial joint)의 움직임에 의한다. 역시 척주 자체가 비교적 회전운동이 가능하므로, 척주 자체의 움직임 역시 가로젓기 및 갸웃거림에 기여한다.

## 기준점
| |
| 코의 바닥과 단단입천장(경구개, hard palate)은 C1 높이이다. 입을 닫았을 때 치아는 C2 높이이다. 아래턱뼈(하악골, mandible)와 목뿔뼈(설골, hyoid bone)는 C3 높이이다. 갑상샘연골(thyroid cartilage)은 C4부터 C5 높이이다. 반지연골(cricoid cartilage)은 C6부터 C7 높이이다. |

## 임상적 특징
목뼈의 손상은 제2목뼈에서 가장 흔하지만, 신경학적인 손상은 드물다. 그러나 신경학적 손상이 동반된 경우 사망할 수 있으며, 팔다리가 마비되거나, 횡격막이 마비되어 호흡부전이 나타날 수 있다.
가장 흔한형태의 손상은 치아돌기골절과, 교수형골절(hangman's fracture)이다. 두 골절 모두 목고정장치(cervical collar) 등을 이용하여 목을 고정시킴으로써 치료한다.
일반적으로 목뼈손상이 의심되는 환자에서 가장 중요한 응급처치는 구조대가 도착할 때까지 환자의 목뼈가 움직이지 않도록 고정하는 것이다.

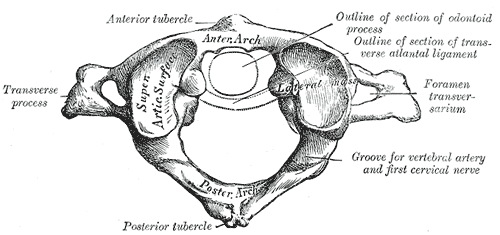
파일:Gray86.png제1목뼈, 고리뼈(환추, atlas)
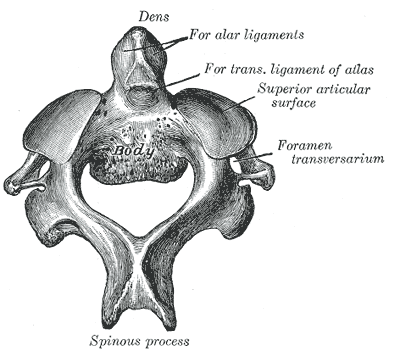
파일:Gray87.png제2목뼈, 중쇠뼈(축추, axis). 윗모습
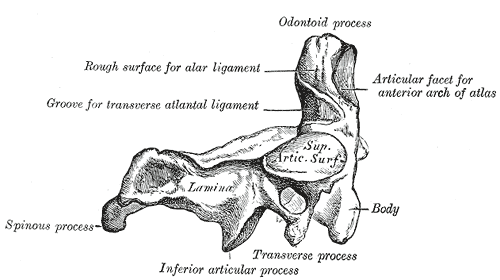
파일:Gray88.png제2목뼈, 중쇠뼈(축추, axis). 옆모습
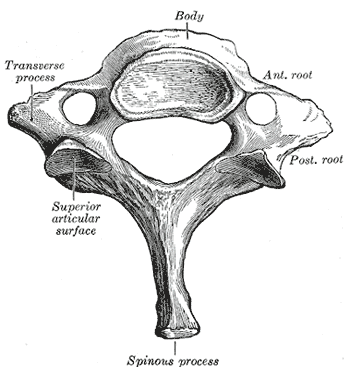
파일:Gray89.png제7목뼈, 솟을뼈(융추)
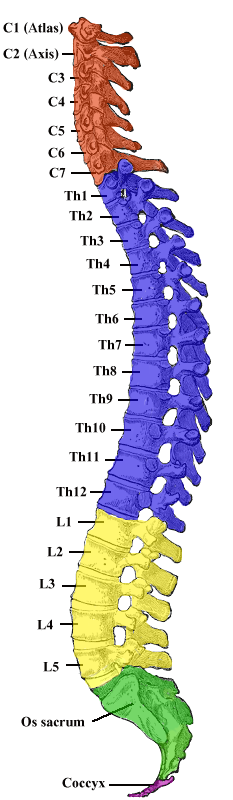
파일:Gray_111_-_Vertebral_column-coloured.png척주
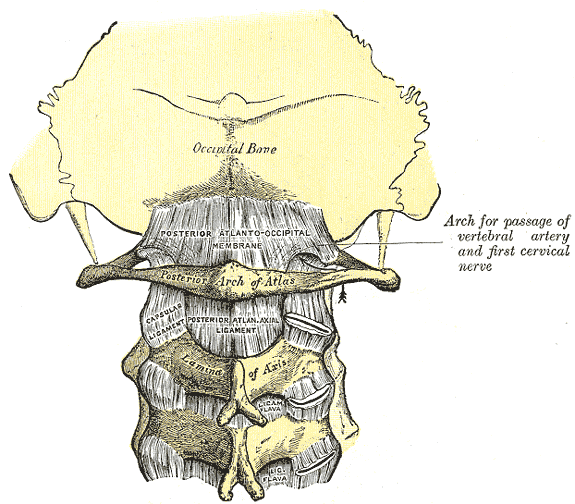
파일:Gray305.png뒤고리뒤통수막과 고리중쇠인대
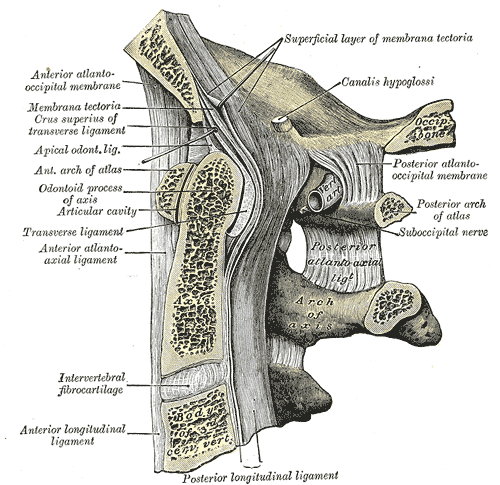
파일:Gray308.png뒤통수뼈부터 위쪽 3개의 목뼈 정중시상절단면
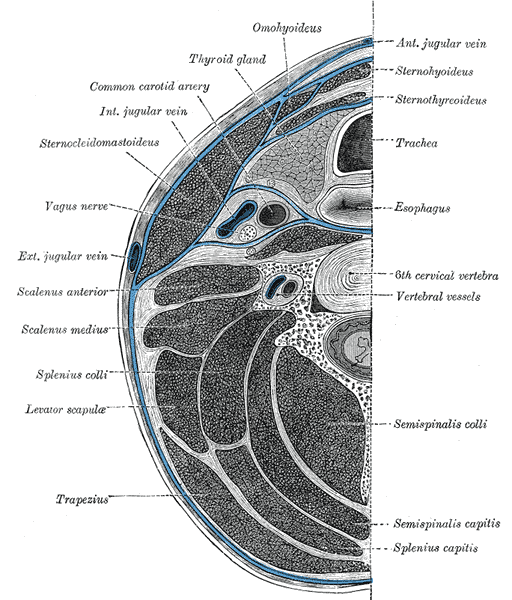
파일:Gray384.png약 제6목뼈 높이의 횡단면

## 같이 보기
- 척추